# Медина, Николас
Никола́с Рубе́н Меди́на (исп. Nicolás Rubén Medina; род. 17 февраля 1982) — аргентинский футболист, выступавший на позиции полузащитника. Олимпийский чемпион 2004 года в составе сборной Аргентины, серебряный призёр Кубка Америки 2004.

## Биография
Николас Медина — воспитанник знаменитой футбольной Академии «Архентинос Хуниорс». С 1997 года он стал привлекаться к играм за основной состав клуба. Параллельно выступал за различные юношеские и молодёжные сборные Аргентины.
В 2001 году Медину приобрёл английский футбольный клуб «Сандерленд» за 3,5 миллиона фунтов стерлингов. В этой команде он присоединился к своему партнёру по сборной до 21 года и бывшему партнёру по «Архентинос» Хулио Арке. Тренер «Сандерленда» Питер Рид назвал Медину «совершенным полузащитником». Однако если Арка был игроком основы, то Медине удалось сыграть за английский клуб лишь в одном матче за Кубок Англии против «Болтон Уондерерс». Английская пресса и болельщики недоумевали, почему игроку не дают больше шансов проявить себя. В числе объяснений были травма футболиста, плохие отношения с Ридом (несмотря на его первоначальные положительные отзывы о Медине), нелюбовь игрока к городу Сандерленд (Медина предпочитал жить в Ньюкасл-апон-Тайне). Медина стал самым дорогим футболистом в истории «Сандерленда», который так и не провёл ни одного матча в чемпионате страны.
Разумеется, такая ситуация не могла устраивать игрока, и в сезоне 2003/04 он выступал на правах аренды в испанском «Леганесе». Он провёл отличный сезон за новый клуб и был включён в заявку сборной Аргентины на Кубок Америки, а затем и на Олимпийские игры в Афинах. На Кубке Америки 2004 Николас Медина не сыграл ни одного матча. Сборная Аргентины дошла до финала и уступила в серии пенальти сборной Бразилии.
На победном для аргентинцев турнире Медина провёл три матча, во всех случаях выходя на замену — в первой игре группового этапа против Сербии и Черногории, в четвертьфинале против Коста-Рики и в полуфинале против Италии.
После окончания Олимпиады Медина провёл сезон в клубе «Реал Мурсия», после чего вернулся в Южную Америку. Он сменил множество команд, часто получал травмы, мешавшие дальнейшему развитию карьеры. В 2016 году провёл свои последние игры на профессиональном уровне в клубе второго по значимости дивизиона чемпионата Аргентины «Индепендьенте Ривадавия». В настоящий момент является директором этого клуба.

## Достижения
- Финалист Кубка Америки (1): 2004
- Олимпийский чемпион (1): 2004
- Чемпион мира среди молодёжи (1): 2001